# 瓦爾特·奧古斯丁·維利格
| 428 Monachia | 1897年11月18日 | MPC |

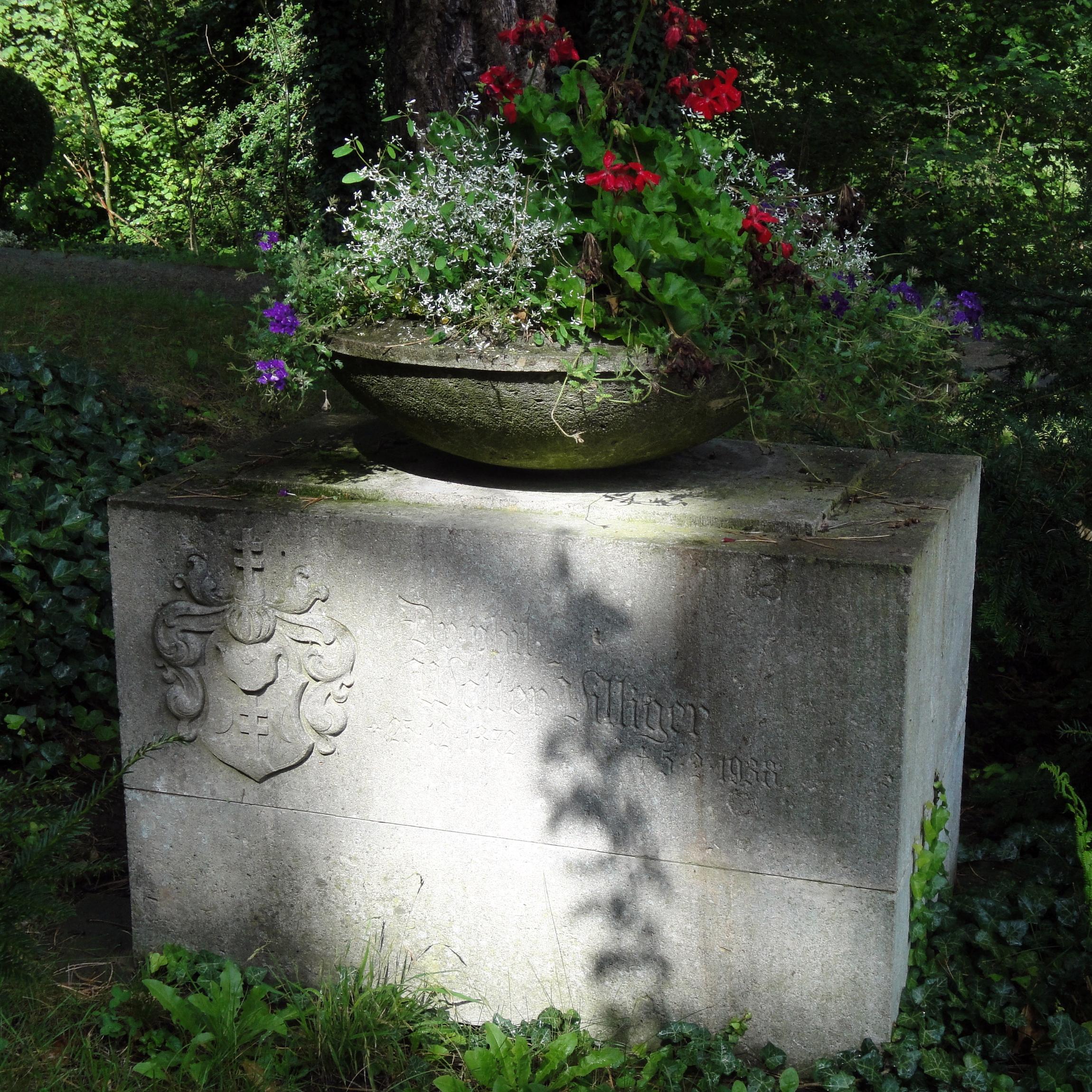
瓦爾特·奧古斯丁·維利格的墳墓

瓦爾特·奧古斯丁·維利格（德語：Walter Augustin Villiger，1872年—1938年）是一名瑞士天文學家和蔡司公司工程師，他在德國慕尼黑工作時發現了一顆小行星。他也參與了彗星的觀測。
他的天文學活動期從1896年至1907年。1924年，在第一座天文館於慕尼黑的德意志博物館啟用不到一年之後，維利格建議採用新型的改良蔡司天文館投影機。這款新的蔡司天象儀被稱為「Mark II」，是專為比前一型號更大的劇院所設計，最大可達23公尺。
小行星1310以他的名字命名。